# Семиполківська сільська рада
'Семипо́лківська сільська́ ра́да — орган місцевого самоврядування у Броварському районі Київської області з адміністративним центром у с. Семиполки.

## Загальні відомості
Історична дата утворення: в 1918 році.
Загальна площа землі в адмінмежах Семиполківської сільської ради — 8162,6 га.
Адреса 07423, Київська обл., Броварський р-н, с. Семиполки, вул. Київське шосе, 111.

## Населені пункти
Сільській раді підпорядковані населені пункти:
- с. Семиполки

## Склад ради
Рада складається з 20 депутатів та голови.

### Керівний склад ради
| ПІБ                       | Основні відомості                                                                  | Дата обрання | Дата звільнення |
| ------------------------- | ---------------------------------------------------------------------------------- | ------------ | --------------- |
| Василенко Микола Петрович | Сільський голова, 1958 року народження, освіта, член Соціалістичної партії України | 26.03.2006   | 31.10.2010      |
| Василенко Микола Петрович | Сільський голова, 1958 року народження, освіта вища, безпартійний                  | 31.10.2010   |                 |

Примітка: таблиця складена за даними джерела